# Gea della Garisenda
Gea della Garisenda, nome d'arte di Alessandra Drudi (Cotignola, 24 settembre 1878 – Villa Verucchio, 7 ottobre 1961), è stata una cantante italiana.
Il suo massimo successo fu la canzone A Tripoli, più nota come Tripoli bel suol d'amore, diffusa in tutta Italia all'epoca della guerra di Libia.

## Biografia
Nata in provincia di Ravenna, in seguito alle modeste condizioni economiche della sua famiglia, fu affidata alle cure delle suore del Collegio Don Morelli della vicina Lugo, dove poté studiare e dove mostrò una bellissima voce.
Grazie ad una pubblica sottoscrizione promossa dal sindaco di Cotignola, poté iscriversi al Conservatorio di Bologna. Esordì sulle scene il 2 settembre 1899, al Teatro Rossini di Lugo, interpretando la parte di Mimì ne La bohème di Puccini. 
La sua carriera si sviluppò soprattutto nella lirica minore, dopo che nel 1907 prese la decisione di passare all'operetta, trionfando nel 1908 al Teatro Costanzi di Roma come principessa Cesira-Bettina ne La Mascotte di Edmond Audran, poi Simona/Maria ne I moschettieri al convento di Louis Varney, Sibilia ne Il crisantemo bianco di Howard Talbot, Mimosa San in La geisha di Sidney Jones e Lionel Monckton, Chandra Nil ne La luna azzurra di Talbot e Paul Rubens e Modestina ne Il nido delle rondini di Henry Herblay. 
Grazie alla voce squillante e alle notevoli doti artistiche (era affascinante) ottenne grandi successi. Il nome d'arte di Gea della Garisenda, con cui è nota oggi, le fu dato da d'Annunzio, per ricollegarla alla sua terra d'origine (l'Emilia-Romagna). Il Vate ignorava che Ravenna e la Torre della Garisenda sono realtà non sovrapponibili.
Il suo più grande successo lo ebbe nel 1911, quando al Teatro Balbo di Torino l'8 settembre lanciò l'inno patriottico A Tripoli, connesso alla Guerra di Libia salutata da Tommaso Marinetti come "la rossa vacanza del genio", che successivamente divenne notissimo con il primo verso della strofa, Tripoli bel suol d'amore. In quell'occasione sembra sia comparsa sul palcoscenico vestita unicamente del tricolore, cosa scandalosa per l'epoca. La canzone le procurò tanta fama che il pubblico identificò il suo nome col celebre inno patriottico.
In carriera ebbe molti ammiratori, fra cui Salvatore Di Giacomo, Trilussa, Giosuè Carducci, Olindo Guerrini, Ruggero Leoncavallo. Questi, dopo il successo nell'operetta, cercò inutilmente di convincerla a tornare all'opera lirica.
Nel 1912 Gea della Garisenda costituì una propria compagnia teatrale, la Compagnia Italiana di opere comiche ed operette Maresca-Garisenda-Caracciolo, che operò in Italia negli anni precedenti la prima guerra mondiale. Al Teatro Reinach di Parma comparve in dieci operette diverse nel novembre 1913.
Nel 1913 fu Nedda-Colombina in Pagliacci al Teatro del Corso di Bologna ed Anna ne La vedova allegra al Teatro Costanzi di Roma.
Ad Alessandria conobbe Teresio Borsalino, proprietario dell'omonima fabbrica di cappelli e senatore del Regno, che poté sposarla solo il 3 settembre 1933, quando rimase vedova del primo marito Pier Giovanni Dragoni di Bagnacavallo da cui si era separata. Nel 1922 aveva definitivamente abbandonato le scene, anche per amore di Borsalino.
Dal 1925 si trasferì a Villa Amalia a Verucchio, dove passò il resto della sua vita. La sala principale della villa (Sala delle bandiere) fu affrescata, su incarico di Gea, dal pittore, suo caro amico, Marcello Dudovich. Apparve nel 1957 come concorrente in una trasmissione radiofonica, "La Famiglia dell'anno"; Gea rappresentò la categoria delle nonne dell'Emilia-Romagna e vinse un premio, "Il Caminetto d'oro".
Morì il 7 ottobre 1961 nella sua casa di Villa Verucchio.